# روبرت نويل دوغلاس
روبرت نويل دوغلاس (9 نوفمبر 1868 - 27 فبراير 1957) (بالإنجليزية: Robert Noel Douglas)‏ هو كاهن أنجليكاني ولاعب كريكت بريطاني (وحمل سابقاً جنسية المملكة المتحدة لبريطانيا العظمى وأيرلندا).